# 이잠 (1581년)
이잠(李埁, 1581년(선조 14년) 10월 16일 ~ 1655년)은 조선 광해군 때의 문신, 외교관으로, 본관은 우계(羽溪), 자(字)는 여첨(汝瞻) 또는 여담(汝膽)이다. 다른 이름은 이령(李令), 또는 이령(李坽), 이잠(李岑), 이령(李泠), 이심(李埁)이고, 호는 창암(蒼巖)이다. 아버지는 임진왜란 때의 의병장 효린(孝麟)이며, 어머니는 영천 이씨로 이여량(李汝樑)의 딸이다.
1606년(선조 39) 식년문과 급제 후 삼사의 언관으로 재직했고, 홍문관부교리 재직 시 경연시독관, 춘추관기주관을 겸하며 《선조실록》 편찬에 참여했다. 1614년(광해군 6) 정언, 예조좌랑을 거쳐 홍문록에 올랐으며, 그해 정운원종공신 2등(定運原從功臣二等)에 책록되었다. 1615년 정언이 되고, 다시 정언에 재임명되어 인목대비(仁穆大妃)를 유폐하는 논의에 이원익(李元翼)의 언사의 무례함을 규탄했고, 이원익을 옹호하는 생원 김효성 등의 상소들을 같이 비판하였다.
명나라, 청나라에 보내는 자문을 지었으며, 홍문관 수찬과 교리 등을 지냈고, 이이첨과 친하여 언관으로 있으면서 그의 활동을 비호하였다. 1618년 2월 명나라 요동을 방문하고 돌아왔으며 그해 4월 명나라의 구원병 요청으로 요동에 가 명나라 군부와 교섭하였다. 명나라에서는 병력 7천명을 요구했다가 다시 1만 명으로 요구했고, 그는 병력 동원이 어렵다고 하였다. 이때 명나라 총병 양호는 심희수를 찾았고, 심희수를 모른다고 답하여 명나라 총병이 분개하였다. 명나라의 파병 요청으로 조선군을 파병할 때는 도원수 강홍립(姜弘立)을 수행했으며 귀국후 홍문관 교리, 예조정랑을 역임했다. 1620년(광해군 12) 풍기군수로 부임하였다.
1623년(광해군 15) 풍기군수로 재직 중 그해 3월 인조 반정 이후 삭직, 서인의 집단 탄핵을 받고 삭직, 중도부처되었다가 강원도 영월로 유배되었다. 당색으로는 북인이었다. 인목대비 폐비론에 관여했다는 이유로 그의 시문은 상당수 인멸, 실전되었다. 경상도 영주(榮州) 석남 출신.

## 생애

### 출생과 가계
창암 이잠은 1581년(선조 14년) 10월 16일에 경상북도 영천군 이부석면(榮川郡 二浮石面) 석남리(현, 영주시 부석면 감곡1리 석남마을)에서 태어났으며, 할아버지는 참봉 이은이고, 아버지는 임진왜란 때의 의병장인 첨추 이효린이며, 어머니는 영천이씨로, 장악원 직장 찰방 이현준(李賢俊)의 넷째아들 생원 이여량(李汝樑)의 딸이다. 이심(李埁), 이령(李令), 혹은 이령(李坽), 이잠(李岑), 이령(李泠) 등으로도 불린다.
고려 밀직부사 이의(李草+疑 또는 李山+疑)의 8대손이자 단종 폐위에 분개하여 벼슬을 버린 도촌 이수형의 4대손으로, 그의 넷째 아들 참봉 이준근(李峻根)의 증손이었다. 순흥지의 장수편에 의하면 할아버지 이은(李檃)은 88세, 할머니 공주이씨(公州李氏)는 90세로 장수했다 한다. 인목대비 폐비와 영창대군 사형에 반대하여 관직을 버리고 낙향한 이여빈의 8촌 동생이 된다.
그의 8대조 이의는 이성계의 요동 정벌에 참여했으나 2차 요동 정벌에서 위화도에서 회군, 공양왕에게 선위받아 이씨조선을 개창하자 관직을 버리고 순흥 소백산에 낙향해 여생을 보냈다. 4대조 도촌 이수형은 음서로 관직에 올라 선교랑 전생서령, 조봉대부 행평시서령을 지냈지만 1455년(단종 3) 수양대군이 정변을 일으켜 단종을 폐위하자 분개하여, 처가가 있는 봉화군 사제마을로 낙향, 일평생을 은거하였다. 도촌 이수형의 넷째 아들 이준근은 참봉을 역임했고, 눌재 송석충의 딸과 혼인했는데 그의 증조부, 증조모가 된다. 증조부 이준근이 봉화군 도촌에서 영천 부석면 감곡리 석남마을로 이주해왔다.
아버지 이효린은 소고 박승임의 문하생이며, 임진왜란 당시 의병장으로 활약하여 내자시봉사(内資寺奉事), 1612년(광해군 4년) 봉정대부 수제용감정(濟用監正), 첨정 등에 제수되고 1622년(광해군 14년)에는 수직(壽職)으로 첨추(僉樞)를 역임했다. 맏형 이채(李埰)는 교수(敎授)를 역임했고, 둘째 형 이평(李坪)은 1612년 진사시에 합격하고 그 해의 문과에 급제했지만 관직에 오르기 전에 병사했다.
첫 부인 함양박씨(咸陽朴氏)는 참의, 승지를 지낸 우계 박수서(朴守緖)의 딸이고, 주부 박지(朴芝)의 손녀이다. 첫 부인은 일찍 죽고 뒤에 양천 허씨(陽川許氏) 참찬 허호(許昊)의 딸과 재혼하였다.

### 청년기
그의 초기 행적에 대해서는 알려진 것이 없다. 그가 인조 반정 이후 정치적으로 몰락했고 후손들도 요직에서 배제되었으며, 영주군 부석면 고향에서 남인 인사들에 의해 출향되는 등 수난을 겪어 그의 사승관계에 대한 기록 역시 사라졌다. 임진왜란 후반 잠시 정로위(定虜衛)에 복무하였다.
교류하던 인물로는 조성당 김택룡(操省堂 金澤龍), 구전 김중청(苟全 金中淸), 계암 김령(溪巖 金坽) 등과 가깝게 교류하였다. 조성당 김택룡(操省堂 金澤龍)은 아버지 이효린과도 교류하였다. 계암 김령에게는 조정의 소식, 정세 등을 전해주고 자주 교류했지만 김령은 그를 상당히 싫어하여, 자신의 일기 계암일록에 이잠을 혹평하였다.
당색으로는 북인에 가담했는데, 계암 김령(金坽)은 영남의 상도(上道, 경상북도)에서 시류에 영합하는 자들로는 김중청, 금개(琴愷), 이잠과 초두(草頭) 무리들인데, 또 괴수가 있으니, 박수서(朴守緖)의 여러 사촌들이다. 이들이 표리를 이루었다고 지목했다.

### 관직 생활

#### 관료 생활 초반
유학으로 1606년(선조 39) 식년문과에 병과 19위로 급제하였다. 바로 권지승문원이 되고, 이후 춘추관기주관을 거쳐 외직인 현령(縣令) 등을 지냈다. 1611년 2월 20일 정언이 되었다. 그는 중국으로 보내는 글을 잘 지어 칭찬을 받았다. 광해군 즉위 후, 홍문관 부교리로 지제교 경연 시독관(知製敎兼經筵侍讀官), 춘추관기주관(記注官)을 겸직하여 《선조실록》 편찬에 참여하였다. 이후 사간원과 홍문관에 근무하면서 경연시강관, 춘추관기사관을 겸임했다.
1612년 4월 좌랑, 박사(博士)를 역임했다. 박사 재직 중 김령이 과거에 급제한 사실을 편지로 써서 김령에게 보냈다. 1614년(광해군 6) 예조좌랑을 역임하였다. 1614년 2월 예조좌랑으로 정인홍을 효유하는 교지를 받아 정인홍에게 전달했다.
1614년(광해군 6) 8월 의정부의 추천을 받아 홍문록(弘文錄)에 선발되었다. 1614년(광해군 6) 11월 11일 좌랑으로 재직 중 정운원종공신 2등(定運原從功臣二等)에 책록되었다.
1615년(광해군 7년) 사간원 정언이 되고 그해 2월 다시 정언에 임명되어 인목대비(仁穆大妃)의 유폐(幽閉) 논의에 이원익(李元翼)의 상소 언사가 왕에 대해 무례함을 이유로 비판하였다. 이원익은 부모가 자녀를 사랑하지 않는다 해도, 자녀는 자녀의 도리를 해야 한다고 차자를 올렸다. 그러나 2월 18일 대사헌 송순(宋諄) 등이 합계하여 이원익을 탄핵할 때는 함께 입시하지 않고 불참하였다. 2월 18일 다시 사간원 정언에 재임명되었다. 이어 그는 사당을 심고 다투며 사치 풍조가 극심해지는 등 국가가 혼란에 빠졌다는 상소와 남이공을 함께 탄핵하는 상소를 올리고 사직을 청했으나 받아들여지지 않았다. 그 해 사헌부지평이 되었다.
사헌부지평 재직 중 서리들을 통해 베 25필을 징수했다. 계암 김령의 계암일록에 의하면 "일찍이 지평持平으로 있었을 때는 날마다 금란禁亂의 영을 내려 서리에게 구하여 얻은 베 25필이 박재朴榟의 소장에 거론되기에 이르렀으니, 그를 비루하게 여기지 않는 사람이 없었다." 한다.
1615년 2월 22일 정언이 되었다. 4월 3일 이원익의 상소와 이원익을 옹호하는 홍무적(洪茂績)·정택뢰(鄭澤雷)를 요망하다고 규탄하며 스스로 사직을 청했으나 광해군이 이를 듣지 않았다. 4월 5일 정언이 되었다.

#### 인목대비 폐비론 등장 초기
1615년(광해군 7) 4월 5일 생원 김윤성이 폐비론을 반대하는 이원익을 옹호하며 그가 흉한 마음이 없다는 상소를 올리자, 그해 4월 9일 김효성의 상소문을 지적하며 스스로 파직을 청하였으나 광해군이 이를 듣지 않았다. 4월 19일 수해와 한재 등을 이유로 사간원사간 이정원(李挺元), 양시진 등과 함께 사직을 청하였으나 왕이 듣지 않았다. 4월 24일 이정원이 인피하고 물러난 것을 이유로 사직을 청했으나 역시 받아들여지지 않았다. 이정원(李挺元)이 체직되자 대사간 유인길, 장령 금개, 지평 양시진·신광업, 정언 이짐, 대사헌 송순 등과 합계하여 다시 정언에서 파직해줄 것을 청했으나 왕이 듣지 않았다. 5월 9일 정언이 되었다. 계암 김령은 이잠李埁이 정언이 되어 능멸하고 사납게 하는 것이 심한데, 계를 올려 완평을 사직시키는데 한층 더 소매를 걷어붙였다(李埁爲正言 凌厲甚 至完平啓辭 益攘臂云)고 하였다.
1615년(광해군 7) 5월 22일 부수찬(副修撰)이 되었다. 5월 25일 김효성(金孝誠)이 상소를 올려 정조(鄭造), 윤인(尹訒), 이위경(李偉卿)을 삼적(三賊)이라며 벨 것을 청하였다. 정언 이잠(李埁)이 피혐계사(避嫌啓辭)에 먼저 완평부원군 이원익의 일을 언급하며 공격 반드시 법에 따라 조치하고자 하였으며, 정조, 윤인은 임금께 충성하고 나라를 사랑한다고 칭찬하고 오히려 김효성을 공격하였다. 김령은 이를 무고라 하였다. 김령에 의하면 금개(琴愷)가 헌납(獻納)이 되어 거기에 동참하였다 한다.
1615년(광해군 7) 7월 14일 사헌부지평이 되고, 이때 시폐를 들어 조정 관원들이 사당을 심고 다투며 사치 풍조가 극심해짐을 간하고 체직을 청하였으나 왕이 사직하지 말라고 반려하였다. 7월 19일에는 병조에서 징수하는 군포의 폐단을 지적, 침탈한다고 계사를 올리자 병조판서 박승종의 상주로 원가포 2포 징수를 1포 징수로 감하게 했다. 이후 거듭 사직을 청하였으나 광해군이 반려하였다.
7월 22일 홍문관의 상주로 체직되었다가 곧 부수찬이 되었다. 8월 10일 청나라에 동지겸 사은사로 떠나는 민형남(閔馨男), 허균(許筠), 서장관 최응허(崔應虛) 일행을 사행길에서 만나 배웅하였다. 1616년(광해군 8) 1월 홍문관수찬이 되고 같은 해 홍문관부수찬이 되었다. 신경희의 옥사 당시 신경희를 규탄하지 않은 일로 1616년(광해군 8년) 1월 15일 진사 윤대기(尹大起)가 홍문관에서 신경희를 옹호한다며 규탄상소를 올리자 홍문관 부제학 유숙(柳潚), 교리 유활(柳活), 수찬 유여항(柳汝恒) 등과 함께 대죄를 청했으나 왕이 만류하였다. 다시 사직상소를 올렸지만 광해군이 이를 듣지 않았다.
1616년 1월 23일 홍문관전한 박재(朴榟)가 상소를 올려 양사 관원들의 갈등관계를 논하고 사직을 청했다. 이때 박재로부터 그가 박정길의 심복이며, 전일 전랑을 새로 뽑을 때에 박홍도가 이잠 대신 한옥(韓玉)을 낙점한 일로 박홍도를 미워하게 된 것, 박재 본인이 집의였을 때 오여온(吳汝穩)을 위해 이잠이 관청 속물(贖物)을 사사로운 일에 쓴 것, 지평에서 체직된 이후 대청(臺廳)에 간찰(簡札)을 보내어 미처 바치지 못한 목면을 되찾으려 했는데 그 수가 44단(端)인 것, 이잠이 이 때문에 논의를 늦추어 이성(李惺)에게 보복하려 한 것, 그가 박홍도를 논박한 것을 지적당했다. 또 박재 본인 및 이병, 손척(孫倜), 임성지(任性之), 남성신(南省身), 이강·한정국(韓定國) 등 몇몇 사람을 제거하려 한다는 의혹을 제기했다. 1월 24일 이를 반박하는 상소를 올렸다. 계암 김령은 그가 '1월 24일 스스로를 변명하는 상소를 올렸다.' 하였다.

#### 인목대비 폐비론 등장 중반
1616년(광해군 8) 5월 홍문관수찬이 되고 5월 19일 부교리가 되었다. 1616년(광해군 8) 5월 기자헌, 정원군 등이 광해군에게 휘호를 올리자 광해군이 거절하였다. 이에 5월 19일 부응교 이정원, 교리 유활 등과 함께 왕에게 휘호를 받기를 청하였으나, 왕이 번거롭게 하지 말라며 사양하였다. 5월 20일에도 다른 홍문관 관원과 연대 입시하여 존호 받기를 청했으나 거절당했고, 21일 존호를 받아줄 것을 다시 청했으나 광해군이 이를 거절하였다. 광해군은 "옥당(玉堂)은 바로 논사(論思)하는 직책인데, 도리어 나에게 부당한 존호를 더하려고 하니, 임금을 바른 길로 나아가게 하는 의리가 이런 일에 있지는 않을 것이다. 다시 번거롭게 하지 말라." 하였다. 5월 20일 수찬이 됐다가, 5월 21일 부교리가 되었다.
1616년(광해군 8) 5월 홍문관교리가 되고 그해 10월 부교리가 되었다가, 상수연 때에 옥당의 관원으로서 까닭없이 불참했다는 이유로 사간원의 탄핵을 받기도 했다. 1617년 홍문관교리가 되어 인목대비의 유폐 논의에 찬성 측에 참여하였으며, “쟁리(爭利)와 예의를 절충하면 은(恩)과 의(義)의 경중을 따라 스스로 대처할 바가 있다.”고 하여 빨리 결행할 것을 주장하였다.
그가 인목대비 폐모론에 동조한 일로 1621년(광해군 13) 7월 퇴계문하와 한강문하생이 모여 김응조, 김시추를 소두로 한 이이첨 탄핵상소를 준비할 때 개최 시 유적에서 삭적당하였다. 이때 이이첨과 정인홍을 비난하는 과정에서 그들의 스승인 남명 조식도 비판하는 구절이 있자 한강 정구의 문인들은 조식에 대한 부분은 거둘 것을 요청하여 논쟁이 벌어졌고, 일부 북인 인사들이 현장에 나타나 싸움이 벌어지기도 했다. 그러나 끝내 그에 대한 제명처분을 막지는 못했다.

#### 홍문관 재직
1617년 2월 10일 교리직에서 사직하고 영주로 가 김택룡을 찾아뵙다.
1617년 8월 7일 홍문관교리가 되었다. 광해군이 심희수, 기협, 조존성을 용서하자 8월 20일 수찬 남명우(南溟羽), 채승선(蔡承先), 부수찬 서국정(徐國楨) 등과 함께, 심희수가 영창대군을 비호한 일, 조존성의 시문 문제를 들어 이를 반대하였다.
1617년 9월 왕명으로 합천에 내려가 좌의정 정인홍을 효유하였다. 그러나 9월 21일 정인홍의 사양하는 뜻을 전달받고 되돌아왔다. 정인홍을 설득하지 못했다 하여 스스로 인책사퇴하였으나 왕이 반려하였다.
11월 16일 진사 정혼(鄭渾)이 사헌부대사헌 이병(李覮)을 천거하는 상소를 올리자 11월 18일 교리로, 정혼의 상소의 영향이 자신들에게 미쳤다며, 교리 정준 등과 사직을 청했으나 왕이 듣지 않았다.
1617년 11월 25일 교리 이잠(李埁)·이상항(李尙恒), 부교리 정준(鄭遵), 수찬 남명우(南溟羽)·신광업(辛光業)·윤성홍(尹聖弘), 부수찬 서국정(徐國楨) 등이 기자헌 탄핵의 공론을 따를 것을 상주했으나, 왕은 대신을 함부로 벌할수 없다며 거절당했다. 11월 25일 폐비 관련 논의에 직제학 이익엽(李益燁), 교리 이잠(李埁)·이상항(李尙恒), 부교리 정준(鄭遵), 수찬 신광업(辛光業)·남명우(南溟羽), 부수찬 윤성임(尹聖任)·서국정(徐國楨), 박사 조유선(趙裕善) 등과 합계하여 "한결같이 국론에 따라 인정과 예법을 절충한다면 은혜와 의리의 경중 문제는 자연히 처리할 방도가 있을 것입니다." 하였다.
12월 8일 역적을 치는 일을 방해했다며 스스로 사직을 청했으나 왕이 거절하였다.
1618년 1월 2일 부제학 정조(鄭造), 직제학 이익엽(李益燁), 응교 이상항(李尙恒), 교리 홍요검(洪堯儉)·정준(鄭遵), 수찬 신광업(辛光業)·윤성임(尹聖任)·서국정(徐國楨)·남명우(南溟羽), 박사 조유선(趙裕善) 등과 상차하여, 공론을 통쾌하게 따라 대계(大計)를 정하도록 청하자 광해군이 이미 자신으 뜻은 전달했다며 번거롭게 하지 말라 하였다.

### 외교 활동

#### 명나라 파견
1617년(광해군 9) 3월 비변사의 추천으로, 명나라에 파견되는 성절사 겸 공성왕후 추존 책봉주청사 김존경(金存敬)의 재자관(齎咨官)이 되어 연경에 갔다가, 그해 11월 4일 귀국했다. 귀국후 다시 교리로 복직했다.
1618년 1월 2일 부제학 정조(鄭造), 직제학 이익엽(李益燁), 응교 이상항(李尙恒), 교리 이잠(李埁)·홍요검(洪堯儉)·정준(鄭遵), 수찬 신광업(辛光業)·윤성임(尹聖任)·서국정(徐國楨)·남명우(南溟羽), 박사 조유선(趙裕善) 등과 함께 합계하여 공론을 통쾌하게 따라 대계(大計)를 정하도록 청하라고 하자 광해군으로부터 양사에 이미 뜻을 내렸다며 거절당했다.

#### 요동 정탐 활동
1618년 2월 누루하치 등이 요동 무원진(撫遠鎭)에 쳐들어와 진장(鎭將) 및 군사 수만 명을 죽이고, 사람과 짐승을 잡아갔다. 분노한 만력제가 북벌(北伐)을 행하도록 명하였다. 만력제의 명을 받은 조선 조정은 군대를 보내어 응원하도록 하되, 조정에서는 교리 이잠(李埁)을 경략군문(經略軍門)에 파견하여 군사의 기밀을 정탐하도록 하였다. 요동에 가 군문에 접견, 명나라 총병 양호(楊鎬)에게 누르하치 주둔지의 지형을 그려오도록 부탁받고, 바로 귀국했다. 조선 조정은 그를 여진으로 보내지 않았다.
1618년 3월 귀국 직후 다시 명나라 요동으로 보내는 자문관으로 천거받았다.
1618년 4월 22일 윤해수(尹海壽)의 상소와 김홍원(金弘愿)의 상소 이후 출사하지 않는 양사 관원에게 출사를 명하기를 청하였다.

#### 요동 재자관 파견
1618년 4월 조선 조정에서 요동, 광령에 파견되는 자문 재자관으로 내정되었으나 광해군이 주저하였다. 비변사가 "군문(軍門) 및 요동·광령 지역의 각 아문에 호서(胡書)와 관련하여 보낼 자문을 지금 이미 마련했으니 급히 떠나 보내지 않으면 안되겠습니다. 그런데 재자관(齎咨官) 이잠(李埁)이 일찍이 성상의 분부를 받고 이미 오래 전부터 행장을 꾸려 왔으니 이 사람을 먼저 떠나 보내고, 변무(辨誣)하는 주문(奏文)은 다른 인원을 따로 차출하여 뒤따라 출발시키되 수행하는 역관(譯官)을 각별히 가려 보내는 것이 마땅하다(軍門及遼、廣各衙門胡書咨文, 今已磨鍊, 不可不急急發送。 齎咨官李埁曾因聖敎, 治裝已久, 以此人爲先發送, 辨誣咨文, 則另差他員, 隨後發送, 而跟隨譯官, 各別擇送宜當)" 하여 그의 파견을 결정한다.
음력 윤 4월 29일 광해군은 그에게 적당히 명나라 군문을 설득하도록 지시했다. '초목이 우거지고 장마가 오는 한 여름철을 당하여 중병(重兵)을 일으켜서 호랑이 굴로 깊이 들어간다는 것은 승리를 거둘 계책이 아닌' 것을 들어 적당히 설득하고 돌아오라 하였다.
5월 1일 광해군으로부터 누르하치의 세력이 강하여 섣불리 공격할수 없으며 병(兵)과 농(農)을 분리하지 않고 운영해왔으니 급격한 병력 동원은 어렵다는 것을 잘 설득하라고 지시받았다.
1618년 5월 2일 요동 무원(遼東撫院)의 군문(軍門)에게 회답하는 자문을 갖고 출발하였다. 그가 출발하기 전 광해군은 누르하치 등의 세력이 강하니 섣불리 공격하지 말도록 지시하였다. 또한 파병 요청에 호응하지 말라고 출발 전에 유시하였다. 이때 그는 명나라 군부에 전달할 별인정(別人情)을 특별히 챙겨갔다. 좌부승지 박정길(朴鼎吉)이 그의 사행을 전송하였다. 5월 8일 왕명으로 그가 들고 갈 자문을 "우리 나라 군병은 허약하여 형세상 협격(夾擊)하기가 곤란하니 필시 정벌할 때 아무 쓸모가 없을 것이다. 그러나 어찌 감히 태연하게 있으면서 꼼짝도 하지 않을 수 있겠는가. 마땅히 군병을 징발하여 국경에 정돈시켜 놓은 뒤 앞으로의 사태를 관찰하여 기미를 엿보아 진퇴할 것이니, 군사 작전 시기 및 소굴을 들이칠 것인지의 여부를 명백히 가르쳐주기 바란다."고 수정하여 사자를 통해 보냈다.
1618년(광해군 9) 5월부터 8월에는 명나라에 파견되는 진주사(陳奏使) 박정길(朴鼎吉)의 재자관으로 요동을 방문하고 돌아왔다. 요동에 있을 때 명나라의 관원 양 경략(楊經略), 구 유격(丘遊擊) 등이 조선 조정의 현황을 묻자, 비밀리에 6월 재자관 필선 곽천호(郭天豪)를 조선 조정에 보내 상황을 전달했다. 가는 도중 은자를 도둑맞아 이것이 조정에 보고되었다.
경략이 그에게 '너희 나라 안은 무사한가? 너희 나라를 좋지 않게 말하는 유언비어가 진강(鎭江)에서 북경(北京)으로 흘러 들어가고 있다.' 하니 이를 그대로 조선 조정에 사람을 시켜 전달하였다.
요동에 체류 중, 3회에 걸쳐 명나라 군문의 사정을 전달했는데, 모두 우리 나라의 군병에 대해서 언급, 군문(軍門)과 무원(撫院)에서 징병을 요구해 온 일이 두 아문의 뜻만이 아니고 중국 조정에서 모든 사람들이 우리에게 기대하고 있는 것이 큼을 대체로 알 수 있다는 뜻을 전달했다.
5월 25일 요동(遼東)에서 장계 2통을 의주의 소통사(小通事)에게 부쳐 비밀히 올려 보낸 뒤 26일에 소로를 경유하여 우가장(牛家莊)으로 길을 재촉했다. 29일 고평(高平)에 도착했을 때 소통사 김태정(金太丁)이 어첩(御帖) 1통을 가져와 받았다. 30일에 광령(廣寧)에 도착해서 업남(業男) 등으로 하여금 찰원(察院)을 정탐하게 했고, 6월 1일 직접 업남과 함께 명나라 군부 인사를 면담했다. 명나라 조정에서는 조선에 임진왜란 때 도운 일을 들어 지원병 요청을 했고, 그는 조선도 사정이 좋지 않음을 들어 파병이 여의치 않음을 호소했다. 바로 사람을 시켜 조선조정에 장계를 올렸고 장계는 6월 19일에 도착했다.

#### 조선 병력 파견 협상
그는 우가장(牛家莊), 고평(高平)을 거쳐 광령에 도착하여 요동순무(遼東巡撫) 이유한(李維翰)을 만났다. 이 때 이유한은 이잠에게 수만 명의 병력을 차출해야 한다 는 새로운 요구를 제시했다. 이에 대해 이잠은 이유한의 咨文에 의거해서 7 천 명을 뽑았는데 결코 수만 명을 징발할 수 없다고 항변하고 “농민을 휩쓸어다 1만의 수를 채워 멀리 명조 앞에 보낸다면 응원에 아무런 도움이 되지 않을 뿐 아니라 도리어 天威를 손상시킬 것이다고 답했다. 그 후 요동경략(遼東經略) 양호(楊鎬)가 광령(廣寧)에 도착하여 6월 4일 이잠과 면담했다. 이때 양호는 이유한으로부터 조선의 실정을 들어서 안다고 하고, 지금 조선 국왕의 문서와 陪臣의 呈禀文을 보니 요동에 군사를 보낼 생각이 없는 것 같다. 北關 㺚者(葉赫)도 1만 명의 精兵으로써 天兵을 도우려고 하는데 조선은 7천 명을 뽑는다고 하니 심히 부당하다. 지금 1만 명을 채워서 국경지대에 대기시키라고 으름장을 놓았다. 그리고 그 시기는 8, 9월에 해당되며, 정벌은 10여 일에 끝난다고 호언장담하였다. 양호는 광해군이 명나라에 조선 병력을 파견할 의사가 없다고 보고 그를 대신 추궁하였다.
상황이 안좋게 돌아가자 7월 4일 조선 조정에서는 다시 새로운 표문을 지어 요동으로 보냈다.
7월 22일 명나라 경리 양호가 일송 심희수(一松 沈熹壽)를 묻자 그는 모른다고 답했는데, 심희수 같은 이도 어떤 사람인지 모른다며 양 경리가 노하여 "이 놈은 틀림없이 임시로 교리 직함을 가지고 온 놈이다."라고 하며 목을 묶어 욕을 보였다(如沈一松亦不知何人. 經理怒曰. 此必假啣校理也. 繫頸而辱之) 한다.
당시 명나라는 조선에 7천 명의 병력 징병을 요청했고 그는 당시 조선 사정을 고하러 명나라로 갔다. 망와 김영조에 의하면 '천자가 7천 병사를 요청했는데 (그가) 당시 조선의 사정을 고하러 갔다(七千精兵天子徵 羣公慮遠入告猷)'고 한다. 이때 망와 김영조에 의하면 일개 사신이 전권을 가졌다(一介使臣全八能)고 하였다. 김영조에 의하면 그는 여산(驪山)까지 갔지만 진황(명나라 황제)는 사신을 보내지 않았다 한다.
명나라의 파병 지원 요청과 증원 요청에 어렵다고 답했다. 그의 반응에 대해 '요동(遼東)에 가서 대응을 잘못했다는 여론이 있었다.
1618년 명나라의 요청에 따라 조선군을 파병할 때 그는 도원수 강홍립(姜弘立)을 수행하였으며, 강홍립이 적당히 군사를 이끌고 회군할 때 함께 퇴각했다.
8월 22일 귀국하여 명나라 경략이 심희수의 아호 일송을 언급하며 그의 안부를 묻자, 고의로 모른다고 답했다가 명나라 경략을 설득하지 못한 일로 사직을 청했으나 왕이 듣지 않았다. 경략이 우리 나라 구신들의 안부를 물으면서 "네가 일송공을 아는가?" 하고 묻자 이잠이 모른다고 대답하니, 경략이 "너는 진짜 학사가 아니다." 하였다. 귀환할 때 명나라 경략으로부터 은화를 선물로 받았지만 이상의 진전은 없었다. 그밖에 그는 명나라, 청나라로 보내는 자문을 작성하였다.

### 귀국 이후
돌아와 다시 홍문관 교리직에 복직했다. 8월 27일 의창군 이광(義昌君 李珖) 처벌의 일로 사헌부, 사간원, 홍문관에서 사직을 청할때 그도 사직 상소를 올렸으나 왕이 특별히 그에게만 사직하지 말라고 답을 주었다. 9월 4일 비밀리에 상소했는데 상소의 내용은 전하지 않는다. 이후 그는 여러번 사직소를 올려 체직을 청하였으나 광해군이 이를 거절하였다.
삼사의 거듭된 인목대비 규탄에 광해군은 더 이상 언급을 중단하라 했고, 그는 이후 수개월간 인목대비에 대한 이야기는 꺼내지 않았다. 왕명으로 계속 서궁의 일 언급을 중단했다가 1618년 9월 16일 부제학 정조(鄭造)의 질책을 듣고 부수찬 최호(崔濩)와 함께 사직 상소를 올렸으나 왕이 무마시켰다.

### 지방관 생활
그해 12월 25일 예조정랑이 되었다. 그 뒤 여러 번 외직을 자원하여 외직인 풍기군수(豊基郡守)로 나갔다. 풍기군선생안과 영남읍지 15책 풍기편 1620년 경신년에 부임하여 1623년에 계를 올려 파직되다(경신래 계해계파)로 나타난다. 풍기군수로 안동진관병마동첨절제사를 겸직했다.
풍기군수 재직 중 부패한 재물을 취했다는 의혹이 있다. 계암 김령에 의하면 그는 '풍기군수가 되어서는 그 장오(贓汚 부정한 재물을 거둠)한 일을 천만의 말로도 형용하기가 어려울 지경이다. 민간의 장정을 징발하여 그의 집을 짓게 하고, 민호民戶의 무명베를 공공연히 그의 집으로 거두어 보낸 것이 비일비재하여 몇 번이나 되는지 알 수가 없고, 관부官府의 온갖 물건을 민간에서 거두어들여 일일이 그의 수중에 움켜쥐었다(及爲是郡 贓汚之事 千萬難狀 調發民丁 造其家屋 民戶木布 公然收送于家 非一非再 不知幾番 官府百物民間所收 一一歸之於攫手中)' 한다. 지평(持平)으로 있었을 때는 날마다 금란禁亂의 영을 내려 서리에게 구하여 얻은 베 25필이 박재(朴榟)의 소장에 거론되기에 이르렀으니, 그를 비루하게 여기지 않는 사람이 없었다(嘗爲持平 日下令禁亂 求所得布二十五疋於書吏 至擧於朴榟疏中 無不鄙之)고도 한다.
1621년 8월 영남 유생들이 대비를 폐위하고 왕자를 죽인 것을 규탄할 때 이를 이이첨의 죄목이라 하자, 직접 찾아가서 이를 따졌다. 이 일로 상소문을 올린 소두가 상소에서 이이첨의 일을 깎는 일이 발생했다.
1623년(광해군 15) 풍기군수로 재임 중 3월 1일 인조반정이 발생하자, 흉도들과 결탁하여 폐모론(廢母論)을 주장하였다는 이유로 서인 사간원의 탄핵을 받아 관직을 삭탈당하였다. 계암 김령은 계암일록에 그에 대해 '대북大北에 아첨하고 붙어서 대북이 하고자 하는 것에는 팔을 휘두르며 나서지 않는 것이 없어서 놀랍고 분통터질 만한 큰일에는 모두 참여하였었다(謟付大北 大北之所欲逞者 無不攘臂當之 凡可駭可憤大題目之事皆與焉)' 한다. 일찍이 대북(大北)의 이이첨(李爾瞻)과 친하게 지내, 그의 정치적 행위에 언관으로서 비호하는 역할을 하였다.

### 파직과 유배
1323년(인조 1) 승정원에서 계를 올려 청풍 부사(淸風府使) 조굉중(趙宏中)과 풍기군수인 그의 삭직을 청하는 계를 올렸다. 이후 서인 사간원, 사헌부에서 그의 파직을 청하는 상소를 계속 올렸다.
1623년(인조 1) 3월 23일 관직에 있으면서 탐욕을 부렸다는 이유로 서인 사간원의 탄핵을 받고 삭직되고, 문외출송당했다. 그러나 그가 어떤 탐욕을 부렸는가는 인조실록에 기록된 것이 없다. 4월 29일 흉도와 결탁하여 함께 폐모론을 주창했다며 서인 양사의 합계로 중도부처되었다. "흉도들과 결탁하여 폐모론을 주장했다"는 이유였다.
1623년(인조 1) 3월 28일 영천의 일부 남인계 유림이 장정 수백명을 모아 이강(李茳), 이장(李藏), 이영구(李榮久), 금대아(琴大雅), 이광계(李光啓), 이광렬(李光烈) 등의 집을 허물고 훼가출향조치를 했다. 그의 집도 훼손되었다. 남인계 인사들은 향회를 열어 북인계 인사들을 추방했다. 1623년 4월 강원도 영월군으로 유배되었다가 그해 5월 7일 편하고 좋은 곳으로 유배되었다 하여 사간원의 탄핵을 받기도 하였다. 그러나 인조가 이를 무마시켰다. 1635년(인조 13) 봄 석방의 명령이 내려지자, 사간원의 거듭된 탄핵을 받았으나 인조가 듣지 않았다.

### 석방과 사면
1635년(인조 13) 4월 8일 정원군을 종묘에 부묘(祔廟)한 경사를 이유로 이모(李慕), 이종영(李宗英) 등과 함께 석방되었다. 4월 11일 사간원으로부터 '더러는 삼사(三司)의 자리에 도사리고 있으면서 흉역(兇逆)을 도와 주었고 더러는 잇따라 글발을 올려 폐모론(廢母論)을 주장하였는데도 목숨을 보존한다'며 석방 취소를 상소했으나 인조가 이를 듣지 않았다.
4월 12일 인조가 방귀전리(放歸田里)의 명을 내렸다. 그러나 4월 12일 의금부에서 대간이 현재 명을 환수하는 것으로 논계(論啓)하고 있으니 거행할 수 없다 하여 인조가 수긍하였다.
1635년 6월 2일 인조로부터 서용의 명을 받았다. 그러나 사간 이경증(李景曾)이 탄핵, 폐모론(廢母論)을 줄곧 담당했는데 유찬(流竄)에 그쳤으니 너무나 형벌을 잘못 적용한 것이라며 서용을 반대했으나, 인조가 이를 듣지 않았다. 6월 5일 헌납 김휼(金雨+裔)이 이 탄핵, 폐모론(廢母論)을 줄곧 담당했는데 유찬(流竄)에 그쳤으니 너무나 형벌을 잘못 적용한 것이라며 죽기 전에 어떻게 석방하냐며 반대했으나, 인조가 이미 나의 뜻을 밝혔으니 고집부리지 말라며 거절하였다. 6월 7일 헌납 김휼이 같은 상소를 올렸으나 인조는 여러 대신들과 협의한 일이라며 거절하였다. 6월 8일 헌납 김휼이 유배 사면, 양이를 거둘 것을 다시 청했으나 인조가 듣지 않았다. 6월 12일 정언 유황(兪榥)이 석방명령 받은 관원의 석방을 반대했으나 인조가 이를 듣지 않았다.
1649년 서용의 명이 내려졌으나 청요직에 임명되지 못했다. 지방관에 적임자로 몇번의 천거가 있었으나 낙마되었고 이후의 행적은 미상이다. 이후 그는 영주 부석면을 떠나 순흥부 화천면 가리로 이주하였다.

### 사후
정치적으로 몰락하여 그의 저서, 시문 등은 상당수 인멸, 실전되었다. 그의 자손들은 순흥부 화천면 가리로 이주하였고, 셋째 형 이오(李墺) 등은 영천(永川)으로 이주하였다.
그는 경상북도 순흥부 화천면 가리(花川面 加里) 혹은 가이리(加耳里) 장선동(長善洞, 장생이) 부락(현, 영주시 풍기읍 금계2리) 자좌(子坐)에 매장되었다. 뒤에 후처 양천허씨와 쌍분으로 매장되었다. 본부인 함양박씨는 영주시 부석면 감곡리 석남 해좌(亥坐)에 묘가 있다. 그의 부모 이효린 내외와 형 이평 등 그의 일가의 묘소는 영주시 부석면 감곡리 석남에 있었는데 2000년대 이후 경상북도 문경시 산북면 종곡리 196번지로 이장되었다.

## 가족
안정구가 쓴 재향지(梓鄕誌)에 의하면 조부 이은은 86세, 조모 공주이씨는 90세로 해로하였다 하며, 백부 이복린은 86세, 아버지 이효린은 83세까지 살았다 한다.
- 할아버지 : 이은(李隱)
- 할머니 : 공주이씨(公州李氏)
- 아버지 : 이효린(李孝麟, 1540년 ~ 1622년)
- 어머니 : 영천이씨, 이여량의 딸
  - 형 : 이채(李埰)
  - 형 : 이평(李坪, 1572년 8월 17일 ~ 1612년)
  - 형 : 이환(李土+奐, 1578년 8월 6일 ~ 1642년 9월 18일)
  - 동생 : 이룡(李土+龍)
  - 매부 : 송시영(宋時詠)
    - 외조카 : 송세백(宋世伯)
    - 외조카 : 송세필(宋世弼)

  - 매부 : 손기양(孫起陽, 1559년 ~ 1617년)
    - 조카사위 : 권수(權燾)
    - 조카사위 : 이돈(李墩)
    - 외조카 : 손현(孫𦆴)

  - 매부 : 조임원(趙任遠)
- 부인 : 함양박씨(咸陽朴氏, 참의 박수서(朴守緖)의 딸)
- 부인 : 양천 허씨(陽川許氏, 참찬 허호(許昊)의 딸
  - 아들 : 이성윤(李成玧, 1609년 ~ ?), 장사랑
  - 며느리 : 선성김씨, 김우인(金友仁)의 딸
    - 손자 : 이직렬(李稷烈)
    - 손부 : 영천이씨(永川李氏), 이영전(李榮全)의 딸, 간재 이덕홍(艮齋 李德弘) 증손
    - 손자 : 이익렬(李益烈)
    - 손녀 : 우계이씨
    - 손녀사위 : 이시복(李時復), 전주인, 노인직 부호군 증 대사헌, 온녕군 정 손자 한산부정 정(韓山副正 挺) 5대손
    - 손녀 : 우계이씨
    - 손녀사위 : 박시구(朴施久), 무안인, 수서 박선장(水西 朴善長) 후손
    - 손녀 : 우계이씨
    - 손녀사위 : 황창운(黃昌運)
    - 손녀 : 우계이씨
    - 손녀사위 : 서천건(徐天健), 달성인, 둔암 서한정(遯庵 徐翰廷) 후손

  - 아들 : 이성완(李成琬, 1612년 - ?)
  - 며느리 : 미상
    - 손자 : 이홍렬(李弘烈)
    - 손자 : 이명렬(李命烈)
    - 손녀 : 우계이씨
    - 손녀사위 : 남성장(南聖章)
    - 손자 : 이동렬(李東烈)
- 외조부 : 이여량(李汝樑, 영천 이씨)
  - 외증조부 : 이현준(李賢俊, 1477년 ~ 1552년)
- 처부 : 박수서(朴守緖, 호는 우계(尤溪), 1567년 ~ 1627년)
- 처부 : 허호(許昊)

## 같이 보기
- 광해군
- 대북
- 강홍립
- 박승임
- 이황
- 김개국
- 이여빈
- 이수형
- 이이첨
- 정인홍
- 김개시

## 참고 자료
- 《광해군일기》
- 《대동야승》
- 《연려실기술》
- 《계암일록》
- 김택룡, 《선조조성당일록(先祖操省堂日錄)》
- 인조실록
- 국조방목
- 사마방목